# Синодален събор в Йерусалим
Йерусалимският събор или още и Синодът на Йерусалим е свикан от патриарх Доситей II Нотарас през март 1672 г. Това е последният каноничен и всеправославен събор, който след великата източно-западна схизма е белязан като такъв и от католическата църква. 
Мястото е символно за доктрината на вярата – Божи гроб в Светите земи. Поводът е освещаването на църквата „Рождество Христово“ във Витлеем, поради което и самият събор се нарича още Синод на Витлеем. 
В Синода участват повечето от видните представители на източноправославната църква, включително шест митрополити освен Доситей и неговия предшественик, като вселенските синодални постановления получават всеобщ прием като израз на вярата на източноправославната църква. 
Целта на синода е верска, понеже през 1629 г. излиза в Женева една малка книга приписвана на Кирил I Лукарис. Йезуитският орден обаче подига въпроса за държавна измяна на този Вселенски патриарх пред османската власт и Лукарис е потопен във водите на Босфора от еничарите с наказание в торбата. 
Непосредствено сред смъртта на гръцкия етнарх и вселенски патриарх Лукарис започва всеобщо брожение сред правоверните са осъждане на схващанията и сношенията с калвинизма на този вселенски патриарх. Още същата 1638 г. Митрофан Критопулос, Мелетий Сириг и Петър Могила участват в поместен събор свикан от патриарх Кирил II Кондарис в Константинопол който осъжда „Изповедите“ на Кирил Лукарис. През 1640 г. Петър Могила свиква втори поместен събор в Киев, за който сам пише на латински своето „Православно изповедание“. На последвалия вселенски Яшки събор четиримата източни патриарси (Константинополския, Александрийския, Антиохийския и Йерусалимския) приемат „Православното изповедание“ на Петър Могила с т.нар. Изповед на вярата, отричайки калвинизма, схващанията и сношенията на Кирил Лукарис. В коригиран формат този фундаментален доктринален и всеправославен текст е публикуван през 1667 г., като с времето се е превръща в един от пътеводните православни текстове.  След избистрянето на окончателната и светлейша редакция на „Изповедта на вярата“ следва да се свика и вселенски синод за приемането ѝ, което и предизвиква събитието. 
Синодът опровергава изповедта на Лукарис текст по текст, член по член, слагайки кръст на неговото по същество каливинстко и протестантско учение в православната юрисдикция. На практика православната изповед и есхатология с отхвърленото филиокве от синода не се различава по нищо от католическата вяра и изповед, поради което някои протестантски богослови са на мнение, че източната враждебност към калвинизма е разпалена от йезуитите. 
В изданието си от 1911 г. Енциклопедия Британика нарича Синода на Йерусалим най-важното изявление на вярата в източноправославната църква за хилядолетието, сиреч от времето на източно-западната схизма през 1054 г. В този смисъл Филип Шаф сравнява този събор с Трентския. Постановленията на събора са приети и от Руската православна църква въпреки настъпилия междувременно разкол на руската църква. 